# جبل بورستون
جبل بورستون هو جبل في مقاطعة بيسكاتاكيس بولاية مين. هي بقعة مشهورة للمشي لمسافات طويلة بالقرب من وسط الولاية، مع ممر يقع على طريق الجبل بالقرب من ويليمانتيك. الجبل جزء من محمية بورستون ماونتن أودوبون هناك العديد من النُزُل التاريخية في منتصف النهار بوند، يديرها مين أودوبون.
الممر مفتوح للمتنزهين 365 يومًا في السنة. تتوفر مواقف للسيارات على طريق الجبل على بعد حوالي 5 ميل (8.0 كم) شمال ويليمانتيك. يمر الممر الذي إلى جنوب وشرق ميداي بوند صعودًا إلى الجانب الغربي من الجبل. مباشرة إلى الجنوب من بركة منتصف النهار على الدرب توجد كابينة صغيرة من غرفة واحدة مع متحف مفتوح من يوم الذكرى إلى يوم كولمبوس. المسافة من وقوف السيارات إلى القمة حوالي 3 ميل (4 ٫ 8 كم). الجزء الأخير من المسار شديد الانحدار مع الصخور الحادة ذات الدرجات الحديدية لمساعدة المتنزهين. يوفر قمة الشرق منظرًا رائعًا بزاوية 360 درجة يمتد من نهر بورستون إلى الشرق، إلى جبال مين الغربية وحدود كيبيك إلى الغرب.

## روابط خارجية
جبل بورستون نسخة محفوظة 23 يوليو 2011 على موقع واي باك مشين.